# Festival du film web amateur d'Oloron-Sainte-Marie
Le festival du film web amateur a lieu chaque année au printemps à Oloron-Sainte-Marie. Son objectif est de montrer sur  grand écran les meilleurs courts-métrages amateurs diffusés sur Internet et de récompenser le talent et l'inventivité de leurs jeunes réalisateurs.

## Le concept
Avec la banalisation de l'informatique et la baisse constante du prix des caméras vidéo numériques, chacun peut aujourd'hui s'essayer à la réalisation de petits films. C'est le cas de nombreux cinéastes en herbe qui compensent le budget limité de leurs productions par une grande originalité et beaucoup d'enthousiasme.
Lorsque le moment est arrivé de faire connaître le fruit de son travail, la majorité des vidéastes se tourne vers le moyen le plus économique et le plus simple de diffuser leurs créations : le réseau Internet.
Le festival du film web amateur a été créé dans un triple objectif :
1. Mettre en valeur et faire connaître les meilleures productions de l'année écoulée en les diffusant sur le grand écran de l'Espace Jéliote
2. Permettre aux vidéastes, qui ne se fréquentent généralement que sur les forums ou via le courrier électronique, de rencontrer leur public, d'échanger et de mettre en route de nouveaux projets
3. Récompenser les meilleurs films à la fois grâce à un jury de spécialistes mais également en fonction de l'avis du public

Pour ce faire, le festival du film web amateur s'étale sur 2 jours et propose :
- Des projections destinées à différents publics (enfants, adolescents, adultes) l'après-midi ou en soirée
- Des démonstrations et des ateliers pratiques pour les vidéastes
- Des initiations au tournage et au montage pour les visiteurs
- Une cérémonie officielle à l'issue de laquelle les différents prix sont décernés
- Un espace multimédia pour permettre aux visiteurs d'aller visionner une sélection de films directement en ligne
- Plusieurs rencontres avec la presse et les médias locaux
- Une découverte de la gastronomie régionale

À l'issue du festival, l'association édite et distribue un DVD sur lequel on retrouve tous les films de la sélection officielle ainsi que quelques bonus (logiciel de montage, films supplémentaires, photos prises lors des 2 jours...).

## Histoire
La première édition du festival du film web amateur a eu lieu en 2003 sur l'impulsion de l'association Baleine Prod et de la Médiathèque de Billère (64). Il s'est déroulé à Billère le vendredi 9 et le samedi 10 mai, à la fois dans la médiathèque et dans la salle Robert De Lacaze. Le jury était présidé par Philippe Peythieu et Véronique Augereau, les voix françaises du dessin animé Les Simpson.
En 2004, pour sa deuxième édition, le festival s'est déplacé à Oloron-Sainte-Marie dans l'Espace Jéliote. C'est également en 2004 que fut créée l'association destinée exclusivement à l'organisation du festival. Le festival a eu lieu le vendredi 21 et le samedi 22 mai et le jury était présidé par Frédéric Michaud, réalisateur et professeur dans une école d'audiovisuel.
Le troisième festival du film web amateur s'est tenu le vendredi 22 et le samedi 23 avril 2005. Le jury était présidé par Philippe Masson, réalisateur, journaliste pour la presse spécialisée et auteur de nombreux trucs et astuces diffusés dans le cadre de l'émission Les films faits à la maison.
La quatrième édition du festival a eu lieu le vendredi 28 et le samedi 29 avril 2006. Oscar Sisto, comédien et professeur de théâtre, présidait le jury. Pour la première fois, un concours de « speed filming » était organisé : les participants avaient 24h pour imaginer, tourner, monter et rendre un petit film sur le thème Papa ours est en colère.

## Palmarès

### En 2003
- Grand prix du jury du festival du film web 2003 : Nouveau Monde de Romain Soulier et Hervé André
- Prix du public : Time & Tarte de Joachim Sanselme et Louis Jeannerot
- Prix FNAC : Buchy de Monsieur Poulpe

### En 2004
- Grand prix du jury: Le Manant de Doc Morzy
- Prix de la création: Ektachrome de Christopher Schepard
- Prix du public: Rive Gauche Olympique de Nawak/Anima Video
- Mention spéciale du jury: Benny's Party d'Arnaud de la Giraudiere

### En 2005
- Grand prix du jury : Sous Surveillance de Chloé Micout
- Prix de la création : Jean Jacques, engagé et motivé de Davy Mourier et Emmanuelle Quillet
- Prix Pyrénées-Atlantiques 100 % numérique : "Indicatif 555" de Nicolas Alary voir le site www.nicooo.com
- Prix du public : Sous Surveillance de Chloé Micout

### En 2006
- Grand prix du jury : Super Héros Blues de Roberto Ceriani
- Prix de la création : Humanity Song de Monsieur Moyen
- Prix Pyrénées-Atlantiques 100 % numérique :  Le Dernier Psaume de Guillaume Pierret
- Prix du public : La Station de Bertrand Barrouilhet et Camille Parra

### En 2007
- Grand prix du jury : 1M06 de François Grandjacques
- Prix de la création : Le trophée de Pascal Thiebaux
- Prix Pyrénées-Atlantiques 100 % numérique : Conte vert de Guillaume Tauveron
- Prix du public : Le trophée de Pascal Thiebaux
- Mention spéciale du Jury: Indemne de Guillaume Pierret
- Mention spéciale du Jury: Cerveau Zéro de Maxime Gausset

## Les sélections

### En 2003
- Bouffon Vert de Davy Mourier
- Capital Noël de Tanguy Suntorii
- Jean-Sé de  Nicolas Delpart
- Phlyx III de Mathieu Vilcot
- Snow Risk de Vincent Breteaudeau
- Buchy de Monsieur Poulpe
- Cream de Olivier Cauvin
- Nouveau Monde de Hervé André
- Pissou Express de Hervé Lamerre
- Time & Tarte de Joachim Sanselme et Louis Jeannerot

### En 2004
- Fishing Nemmo de Laurent Doré
- À Travers Elle de Chloé Micout
- Ma Maison d'Antoine Revel-Mouroz
- Le Manant de Doc Morzy
- La Chasse au Darou de Chimere Prod
- Rive Gauche Olympique de Nawak/Anima Video
- René Mumsee de Jim Vieille
- Benny's Party d'Arnaud de la Giraudiere
- L'Alcooryme de Guillaume Frapsauce
- Ektachrome de Christopher Schepard
- Robot de Pierrick Corneau

### En 2005
- Minimum Overdrive de Liam Engle
- Jean Jacques engagé et motivé de Davy Mourier et Emmanuelle Quilliet
- Green experience de David Rivolier
- Va, cours, vole d'Antoine Revel-Mouroz
- Indicatif 555 de Nicolas Alary
- Tifus de Jean-Damien Gros
- 7 secondes de bonheur de Jacky Chavaudret
- Sous Surveillance de Chloé Micout
- L'Elulip de Guillaume Frapsauce
- Jojo et Thaly de Bertrand Pereaux

### En 2006
- Loop de Guerraz Gilles
- L'inconnue du banc public de Benjamin Martinez
- Le Dernier Psaume de Pierret Guillaume
- Humanity song de Monsieur Moyen
- Matriochka de Guyome Simonnet
- Super Héros Blues de Roberto Ceriani
- Les Fleurs du Mâle de Matthieu Bourcheix, Benoit Campagne et Fabien Chabanne
- Katremille Cinsenvintedeu de Guillaume Tauveron
- La Station de Bertrand Barrouilhet et Camille Parra
- Je sais qui tu es de Rodolphe Bonnet